# 貝拉·哈蒂德
（1996年10月9日—）藝名貝拉·哈蒂德（Bella Hadid），是一名美國模特兒，於2014年與IMG模特兒公司簽約。

## 早年生活與家族
1996年10月9日，哈蒂德出生於華盛頓哥倫比亞特區，父親是巴勒斯坦不動產發展商穆罕默德·哈蒂德（Mohamed Hadid），母親為前荷蘭模特兒約蘭達·福斯特。貝拉有兩位姐弟：同是模特兒的姐姐吉吉與弟弟安瓦爾（Anwar）。在她的父母離婚後，她的母親嫁給了音樂製作人大衛·佛斯特。

## 職業生涯
哈蒂德於2014年與IMG模特兒公司簽約。曾減過肥，也因為有張厭世臉，受近來時尚業所喜愛。
而年輕時在美國加州牧場長大的她，熱愛騎馬運動，原本打算參加2016年里約奧運，可惜在訓練途中患上「萊姆病」，因此被逼放棄，才有後來轉為模特兒。

## 個人生活
哈蒂德與加拿大歌手威肯在2015年開始交往至2016年11月。

## 外部連結
- Bella Hadid的X（前Twitter）
- 貝拉·哈蒂德的Instagram帳戶